# Herb gminy Bejsce
Herb gminy Bejsce – jeden z symboli gminy Bejsce, autorstwa Jerzego Michty, ustanowiony 30 marca 2005.

## Wygląd i symbolika
Herb przedstawia na tarczy w polu błękitnym wspiętego złotego lamparta o czarnych pazurach i czerwonym języku, ze złotą koroną na głowie, skierowanego w lewo, oraz wspiętego srebrnego jednorożca o czarnych kopytach, grzywie i ogonie, między nimi pośrodku tarczy podkowa złota zwrócona ocelami do głowicy, ze złotym krzyżem kawalerskim pośrodku.
Przedstawienie herbowe jest złożeniem herbów szlacheckich: Lewart używanego przez ród Firlejów, właścicieli Bejsc od XIV do połowy XVII wieku, przedstawiający wspiętego lamparta, Pilawa rodu Potockich, właścicieli Bejsc w latach 1767-1795, przedstawiający podkowę i krzyż, oraz Bończa rodu Badenich, właścicieli Bejsc w latach 1795-1873, przedstawiający jednorożca